# Хрестиновський
Хрести́новський (рос. Хрестиновский) — селище у складі Ленінськ-Кузнецького округу Кемеровської області, Росія.
Стара назва — Христиновський.

## Населення
Населення — 180 осіб (2010; 234 у 2002).
Національний склад (станом на 2002 рік):
- росіяни — 95 %